# Fédération française de hockey
De Fédération française de hockey is de nationale hockeybond van Frankrijk. De bond werd op 13 november 1920 opgericht en was een van stichtende leden van FIH.
De bond is daarnaast aangesloten bij de EHF. De bond is verantwoordelijk voor alle veld- en zaalhockey activiteiten in Frankrijk en rondom de nationale ploegen. De bond is verder in acht regionale onderbonden verdeeld. In 2010 waren er ongeveer 12.000 leden bij 163 aangesloten clubs ingeschreven.

## Voorzitters
- 1920-1926: Paul Leautey
- 1926-1932: Frantz Reichel
- 1932-1938: Dr. Bellin du Coteau
- 1939-1953: Pierre Leroy
- 1954-1960: Albert Lepetre
- 1961-1964: Alain Danet
- 1965-1972: Florent Marang
- 1973-1980: Alain Danet
- 1981-1994: Pierre Belmer
- 1994-1996: Georges Corbel
- 1997-2001: Georges Causse
- 2002-heden: Yves Renaud

## Nationale ploegen
- Franse hockeyploeg (mannen)
- Franse hockeyploeg (vrouwen)